# Newton Flotman
Newton Flotman är en civil parish i Storbritannien.   Den ligger i grevskapet Norfolk och riksdelen England, i den sydöstra delen av landet, 150 km nordost om huvudstaden London. Antalet invånare är 1 197. Arean är 4,9 kvadratkilometer.
Terrängen i Newton Flotman är platt.